# Campionato svedese di pallamano maschile
Il campionato svedese di pallamano maschile è l'insieme dei tornei istituiti ed organizzati dalla Svenska Handbollförbundet, la federazione svedese di pallamano.

La prima stagione si disputò nel 1931; dall'origine a tutto il 2020 si sono tenute 89 edizioni del torneo; la squadra che vanta il maggior numero di campionati vinti è il Redbergslids IK con 20 (l'ultimo nel 2003); l'attuale squadra campione in carica è l'IK Sävehof.

## Elitserien
L'Elitserien è il massimo campionato maschile e si svolge tra 14 squadre. Si compone di una stagione regolare, in cui i club si affrontano in un girone all'italiana con partite di andata e ritorno, al termine della quale le squadre classificate dal 1º all'8º posto disputano i play-off per il titolo.
La squadra vincitrice dei play-off è proclamata campione di Svezia, mentre la squadra che conclude la stagione regolare all'ultimo posto retrocede in Allsvenskan i handboll för herrar (la seconda divisione) nella stagione successiva.

## Albo d'oro
| Edizione | Vincitore             |
| -------- | --------------------- |
| 1931-32  | Karlskrona            |
| 1932-33  | Redbergslids          |
| 1933-34  | Redbergslids          |
| 1934-35  | Majornas IK           |
| 1935-36  | SoIK                  |
| 1936-37  | SoIK                  |
| 1937-38  | Västerås IK           |
| 1938-39  | Uppsala Studenters IF |
| 1939-40  | Majornas IK           |
| 1940-41  | Kristianstad          |
| 1941-42  | Majornas IK           |
| 1942-43  | Majornas IK           |
| 1943-44  | Majornas IK           |
| 1944-45  | Majornas IK           |
| 1945-46  | Majornas IK           |
| 1946-47  | Redbergslids          |
| 1947-48  | Kristianstad          |
| 1948-49  | IFK Lidingö           |
| 1949-50  | Heim                  |
| 1950-51  | AIK                   |
| 1951-52  | Kristianstad          |
| 1952-53  | Kristianstad          |
| 1953-54  | Redbergslids          |
| 1954-55  | Heim                  |
| 1955-56  | Örebro SK             |

| Edizione | Vincitore    |
| -------- | ------------ |
| 1956-57  | Örebro SK    |
| 1957-58  | Redbergslids |
| 1958-59  | Heim         |
| 1959-60  | Heim         |
| 1960-61  | Helsingborg  |
| 1961-62  | Heim         |
| 1962-63  | Redbergslids |
| 1963-64  | Redbergslids |
| 1964-65  | Redbergslids |
| 1965-66  | Göta         |
| 1966-67  | Helsingborg  |
| 1967-68  | Saab         |
| 1968-69  | SoIK         |
| 1969-70  | SoIK         |
| 1970-71  | SoIK         |
| 1971-72  | SoIK         |
| 1972-73  | Saab         |
| 1973-74  | Saab         |
| 1974-75  | Drott        |
| 1975-76  | Ystads       |
| 1976-77  | SoIK         |
| 1977-78  | Drott        |
| 1978-79  | Drott        |
| 1979-80  | Lugi         |
| 1980-81  | Helsingborg  |

| Edizione | Vincitore    |
| -------- | ------------ |
| 1981-82  | Heim         |
| 1982-83  | Heim         |
| 1983-84  | Drott        |
| 1984-85  | Redbergslids |
| 1985-86  | Redbergslids |
| 1986-87  | Redbergslids |
| 1987-88  | Drott        |
| 1988-89  | Redbergslids |
| 1989-90  | Drott        |
| 1990-91  | Drott        |
| 1991-92  | Ystads       |
| 1992-93  | Redbergslids |
| 1993-94  | Drott        |
| 1994-95  | Redbergslids |
| 1995-96  | Redbergslids |
| 1996-97  | Redbergslids |
| 1997-98  | Redbergslids |
| 1998-99  | Drott        |
| 1999-00  | Redbergslids |
| 2000-01  | Redbergslids |
| 2001-02  | Drott        |
| 2002-03  | Redbergslids |
| 2003-04  | Sävehof      |
| 2004-05  | Sävehof      |
| 2005-06  | Hammarby     |

| Edizione | Vincitore                                        |
| -------- | ------------------------------------------------ |
| 2006-07  | Hammarby                                         |
| 2007-08  | Hammarby                                         |
| 2008-09  | Alingsås                                         |
| 2009-10  | Sävehof                                          |
| 2010-11  | Sävehof                                          |
| 2011-12  | Sävehof                                          |
| 2012-13  | Drott                                            |
| 2013-14  | Alingsås                                         |
| 2014-15  | Kristianstad                                     |
| 2015-16  | Kristianstad                                     |
| 2016-17  | Kristianstad                                     |
| 2017-18  | Kristianstad                                     |
| 2018-19  | Sävehof                                          |
| 2019-20  | Non assegnato a causa della pandemia di COVID-19 |
| 2020-21  | Sävehof                                          |
| 2021-22  | Ystads                                           |
| 2022-23  | Kristianstad                                     |
| 2023-24  | Sävehof                                          |
| 2024-25  | Ystads                                           |

## Riepilogo vittorie per club
| Numero | Club               | Anni |
| ------ | ------------------ | --- |
| 20     | Redbergslids       | 1932-33, 1933-34, 1946-47, 1953-54, 1957-58, 1962-63, 1963-64, 1964-65, 1984-85, 1985-86 1986-87, 1988-89, 1992-93, 1994-95, 1995-96, 1996-97, 1997-98, 1999-00, 2000-01, 2002-03 |
| 11     | Drott              | 1974-75, 1977-78, 1978-79, 1983-84, 1987-88, 1989-90, 1990-91, 1993-94, 1998-99, 2001-02, 2012-13                                                                                 |
| 9      | Kristianstad       | 1940-41, 1947-48, 1951-52, 1952-53, 2014-15, 2015-16, 2016-17, 2017-18, 2022-23                                                                                                   |
| 8      | Sävehof            | 2003-04, 2004-05, 2009-10, 2010-11, 2011-12, 2018-19, 2020-21, 2023-24 |
| 7      | Heim               | 1949-50, 1954-55, 1958-59, 1959-60, 1961-62, 1981-82, 1982-83 |
| 7      | SoIK               | 1935-36, 1936-37, 1968-69, 1969-70, 1970-71, 1971-72, 1976-77 |
| 7      | Majornas           | 1934-35, 1939-40, 1941-42, 1942-43, 1943-44, 1944-45, 1945-46 |
| 4      | Ystads             | 1975-76, 1991-92, 2021-22, 2024-25 |
| 3      | Hammarby           | 2005-06, 2006-07, 2007-08 |
| 3      | Helsingborg        | 1960-61, 1966-67, 1980-81 |
| 3      | Saab               | 1967-68, 1972-73, 1973-74 |
| 2      | Alingsås           | 2008-09, 2013-2014 |
| 2      | Örebro             | 1955-56, 1956-57 |
| 1      | Lugi               | 1979-80 |
| 1      | Göta               | 1965-66 |
| 1      | AIK                | 1950-51 |
| 1      | Lidingo            | 1948-49 |
| 1      | Uppsala Studenters | 1938-39 |
| 1      | Västerås           | 1937-38 |
| 1      | Karlskrona         | 1931-32 |